# Mendoza (Argentina)

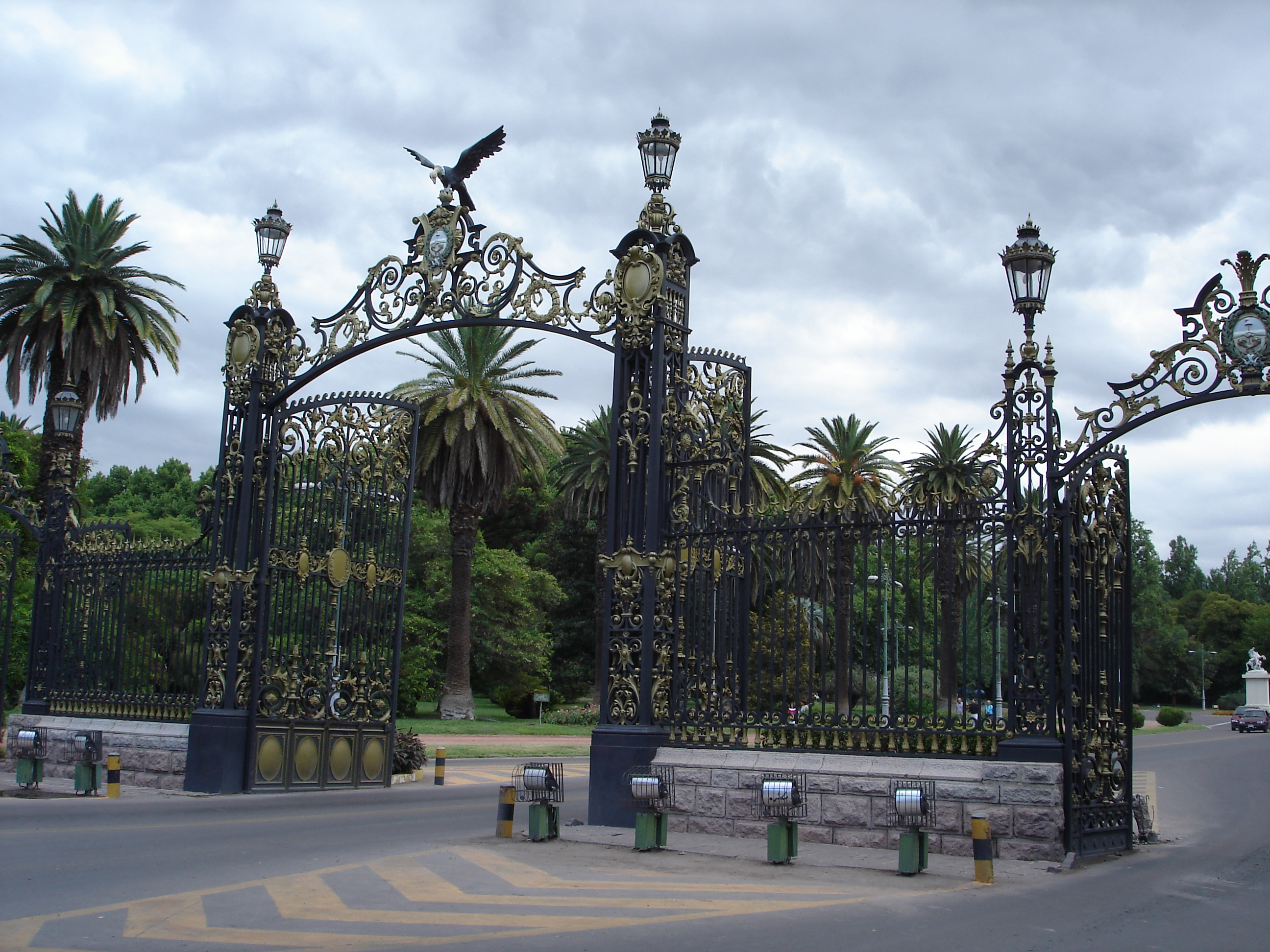
Entrata del Parque General San Martín

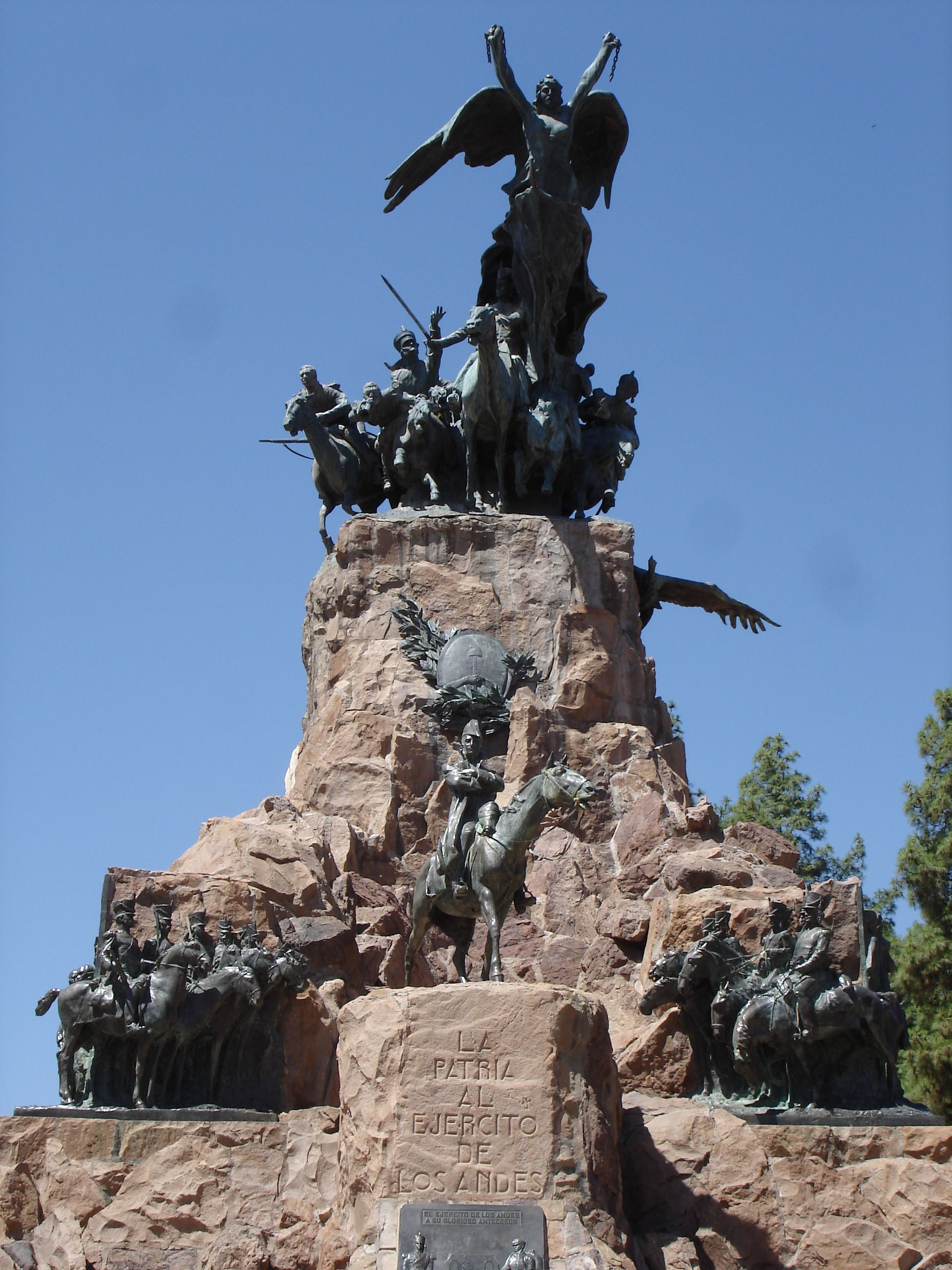
Monumento dedicato all'Esercito delle Ande, sulla cima del Cerro de la Gloria.

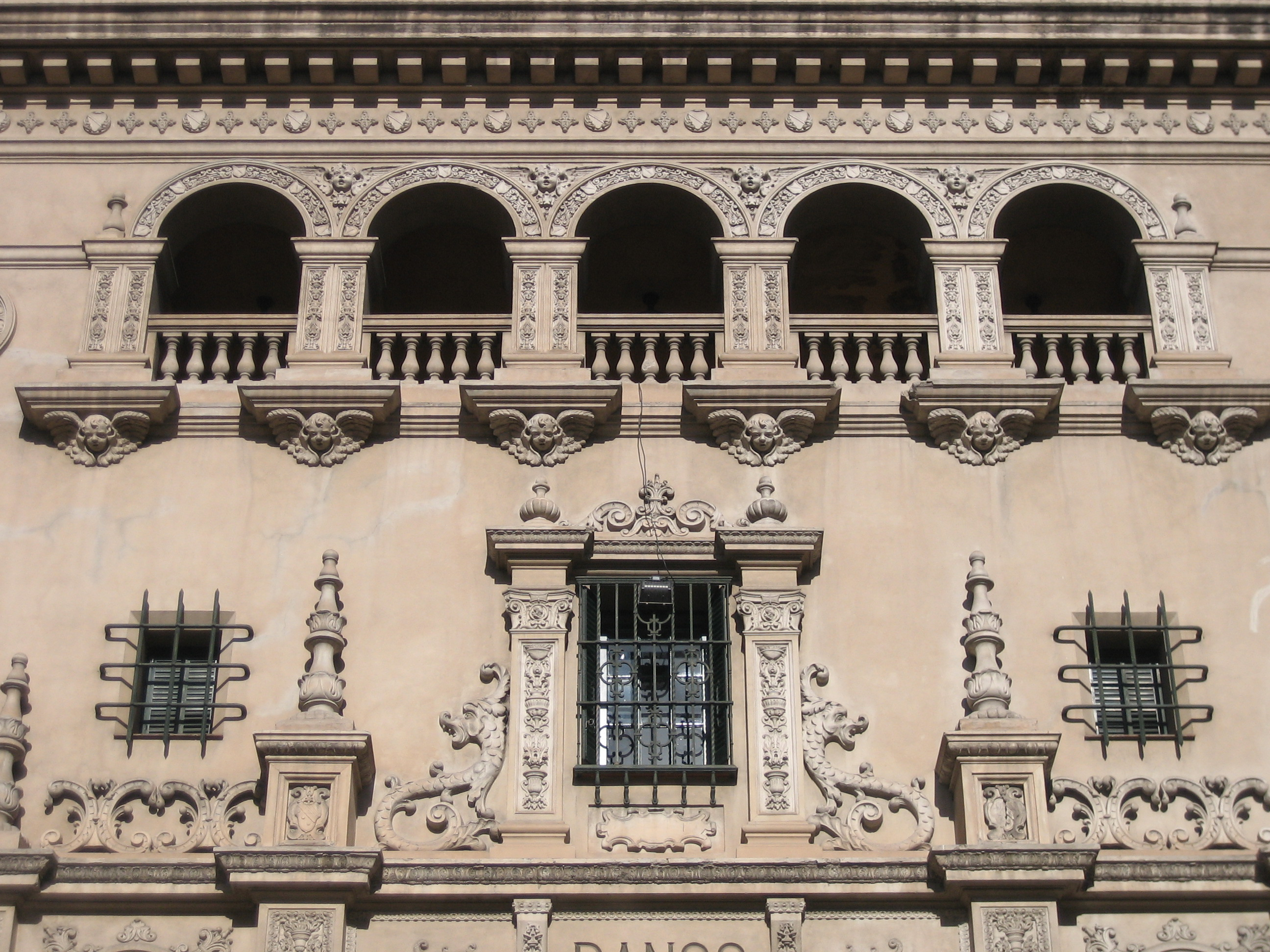
Palazzo sede del Banco Hipotecario Nacional

Mendoza è una città dell'Argentina centro-occidentale, capoluogo e maggiore città dell'omonima provincia; essa è inoltre capoluogo ed unica città del dipartimento di Capital. La popolazione è di circa 1 100 000 abitanti nell'area metropolitana, costituendo la quarta maggiore conurbazione del paese.
È situata su una delle più importanti vie di comunicazioni fra Argentina e Cile. È una sosta frequente per gli scalatori diretti sull'Aconcagua (la vetta più alta del continente sudamericano). In inverno, molti sciatori alloggiano a Mendoza in virtù della sua vicinanza alle Ande. Nella città risiede un'ampia comunità di origini piemontesi, friulane e abruzzesi.
Nella zona è notevole la produzione di vino e di olio d'oliva.

## Geografia fisica

### Territorio
La città è situata alle propaggini orientali della pre-cordigliera andina nota come Sierras de Paramillos. Mendoza è situata a 1.037 chilometri a nord-ovest di Buenos Aires e a 380 chilometri a nord-est di Santiago del Cile.

### Clima

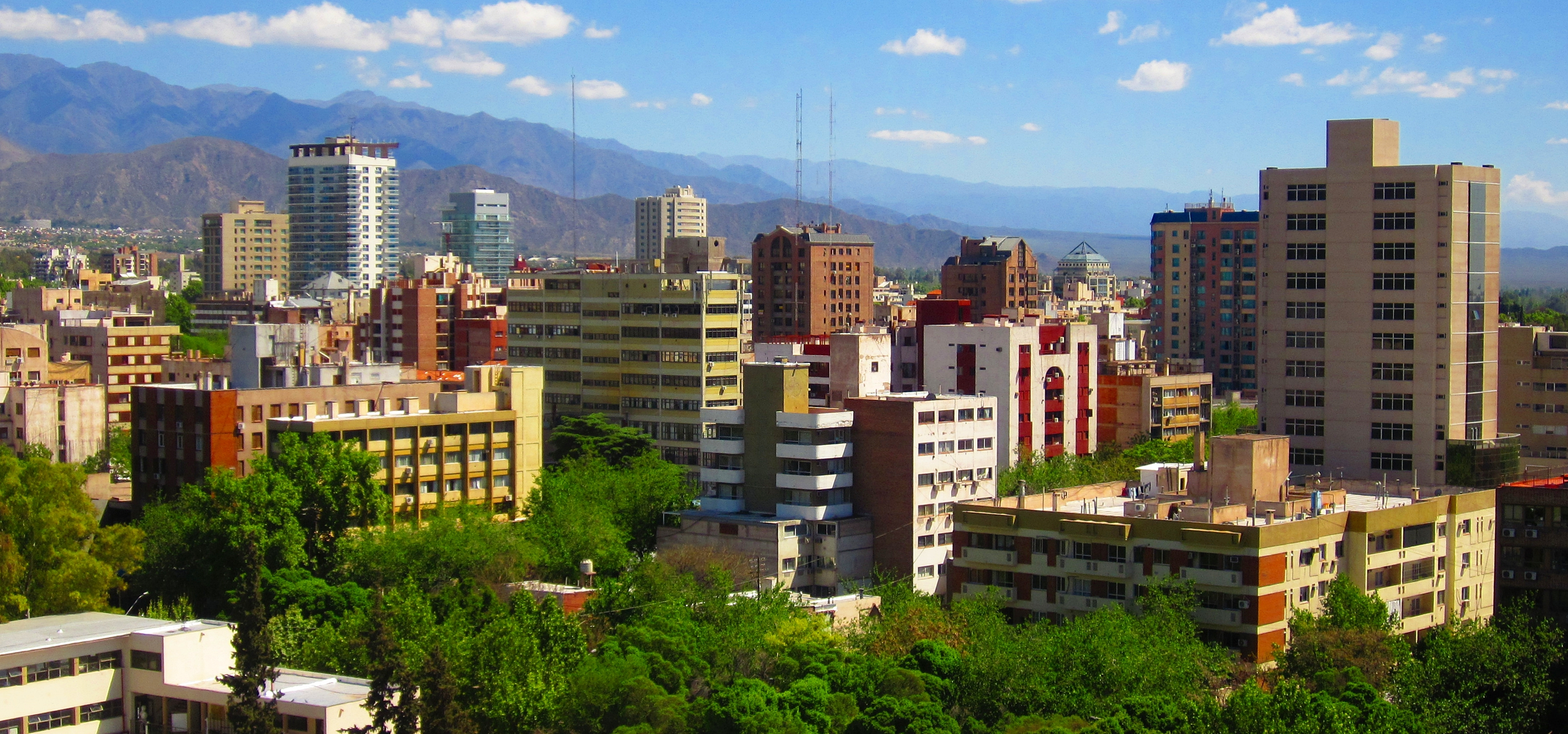
Mendoza città

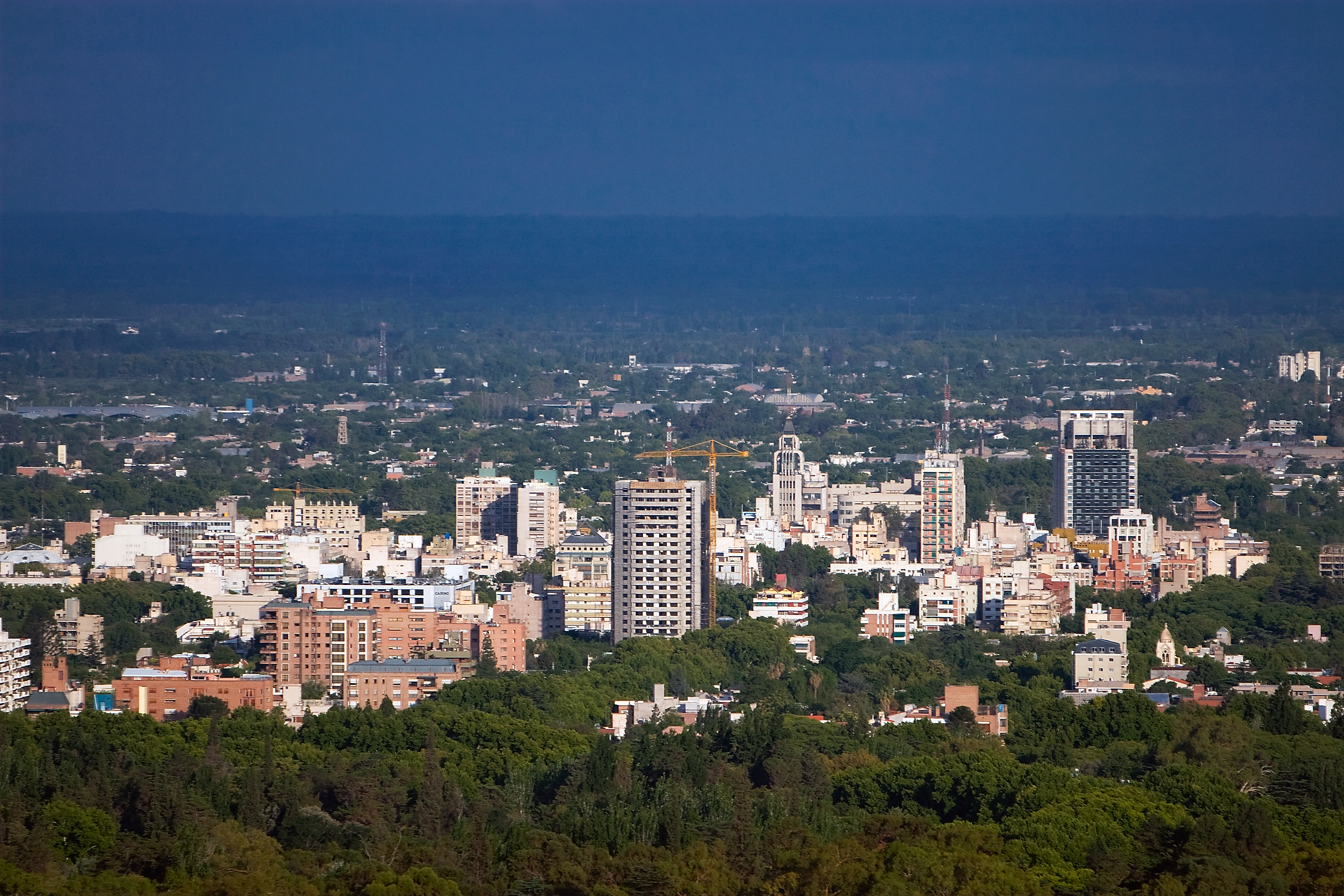
Mendoza vista dal Cerro de la Gloria

Mendoza ha estati molto calde e inverni freschi ma non rigidi. Le temperature medie di gennaio (estate) sono di circa 25 °C (media delle temperature massime di 32 °C e delle minime di 18 °C). Nel mese di luglio (inverno), le temperature medie si aggirano attorno ai 7,5 gradi (media delle massime di circa 12 °C e delle minime di circa 3 °C). Scarse le precipitazioni, generalmente comprese fra i 150 e i 250 mm annui di pioggia.
| Hong Kong Observatory | Mesi | Mesi | Mesi | Mesi | Mesi | Mesi | Mesi | Mesi | Mesi | Mesi | Mesi | Mesi | Stagioni | Stagioni | Stagioni | Stagioni | Anno |
| Hong Kong Observatory | Gen  | Feb  | Mar  | Apr  | Mag  | Giu  | Lug  | Ago  | Set  | Ott  | Nov  | Dic  | Est      | Aut      | Inv      | Pri      | Anno |
| --------------------- | ---- | ---- | ---- | ---- | ---- | ---- | ---- | ---- | ---- | ---- | ---- | ---- | -------- | -------- | -------- | -------- | ---- |
| T. max. media (°C)    | 32,0 | 0,0  | 0,0  | 0,0  | 0,0  | 0,0  | 12,0 | 0,0  | 0,0  | 0,0  | 0,0  | 0,0  | 10,7     | 0,0      | 4,0      | 0,0      | 3,7  |
| T. media (°C)         | 25,0 | 0,0  | 0,0  | 0,0  | 0,0  | 0,0  | 7,5  | 0,0  | 0,0  | 0,0  | 0,0  | 0,0  | 8,3      | 0,0      | 2,5      | 0,0      | 2,7  |
| T. min. media (°C)    | 18,0 | 0,0  | 0,0  | 0,0  | 0,0  | 0,0  | 3,0  | 0,0  | 0,0  | 0,0  | 0,0  | 0,0  | 6,0      | 0,0      | 1,0      | 0,0      | 1,8  |

## Storia
Mendoza fu fondata nel 1561 da Pedro del Castillo. Fino al 1776, anno in cui fu trasferita insieme alla regione del Cuyo al neocostituito Vicereame del Río de la Plata, fece parte della Capitaneria generale del Cile. In questa città José de San Martín organizzò l'Esercito delle Ande con il quale liberò il Cile ed il Perù dal dominio imperiale spagnolo.
Nel 1861 un violento terremoto distrusse la città provocando quasi 5 000 vittime. La città fu ricostruita in un'altra posizione, a qualche isolato da quella originaria.

## Società

### Evoluzione demografica
Abitanti censiti

### Religione
La città è sede dell'arcidiocesi di Mendoza, istituita il 20 aprile 1934.

## Cultura

### Eventi
A Mendoza si celebra una volta all'anno la "Fiesta de la Vendimia" (in spagnolo), in "onore" della raccolta dell'uva, una festa per l'operaio e per il vino, dove si incorona la "Regina de la Vendemmia".

### Istruzione

#### Università
La città è sede dell'Università Nazionale di Cuyo, fondata nel 1939.

## Struttura urbanistica
La città è caratterizzata dagli ampi viali alberati, lungo i quali sono posti canali d'irrigazione particolarmente profondi. Il centro è costituito da Plaza Independencia. Come per buona parte delle città argentine, la città è organizzata secondo un reticolo di vie rettilinee che si incrociano perpendicolarmente.
La grandezza della Plaza, in proporzione alla piccola collettività cittadina, nasce dalla necessità, in caso di terremoto, di avere spazio per attrezzare soccorsi.
Numerosi i parchi cittadini, il maggiore dei quali è il notevole Parque San Martín, nella parte occidentale della città. Fu progettato dall'architetto di fama mondiale Carlos Thays. Vi si trovano lo zoo, l'Università del Cuyo e il monumento che commemora l'attraversamento delle Ande da parte dell'esercito di San Martín. Un panorama della città è visibile dal colle Cerro de la Gloria.

## Infrastrutture e trasporti

### Strade
Mendoza è situata all'intersezione tra la strada nazionale 7, che unisce Buenos Aires alla frontiera cilena, e la strada nazionale 40 che attraversa il Paese sudamericano da nord a sud parallelamente alla cordigliera andina.

### Aeroporti
L'aeroporto di El Plumerillo, situato a 8 km a nord-est del centro, unisce Mendoza alle principali città dell'Argentina nonché ad alcune metropoli straniere.

## Amministrazione

### Consolati
A Mendoza hanno sede i consolati generali di Cile, Italia, Perù e Spagna, i consolati onorari di Austria, Belgio, Bolivia, Brasile, Danimarca, Ecuador, Finlandia, Germania, Israele, Messico, Paesi Bassi, Portogallo, Regno Unito, Repubblica Ceca, Romania, San Marino, Siria, Slovenia e Svizzera e l'agenzia consolare della Francia.

## Sport
Le principali società sportive della città sono l'Independiente Rivadavia, il San Martín ed il Gimnasia y Esgrima. L'impianto calcistico più importante della città è lo stadio Malvinas Argentinas, che ha ospitato sei partite del Campionato mondiale di calcio 1978.

## Collegamenti esterni

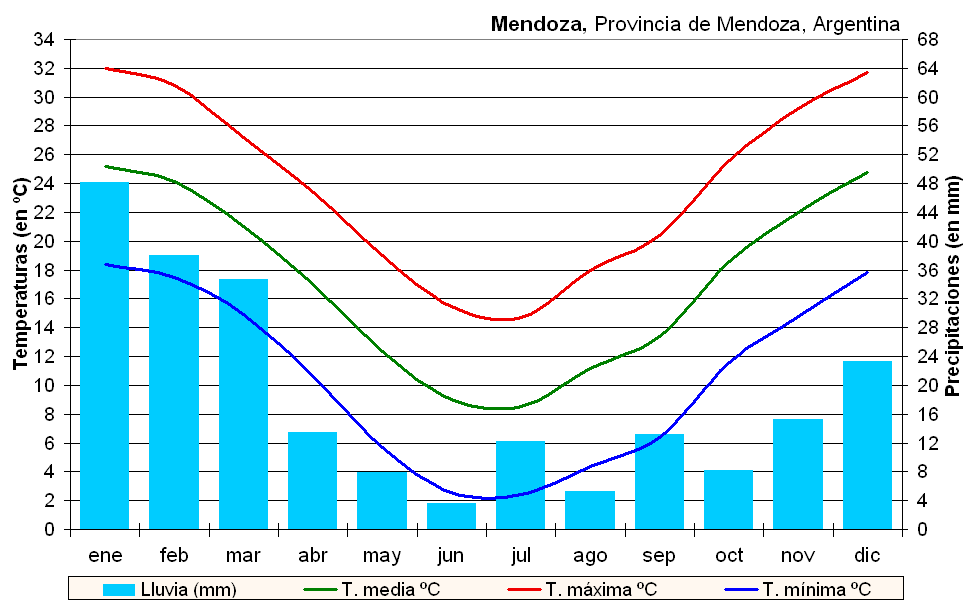
Climogramma di Mendoza